# Turkije op het Eurovisiesongfestival 1991
Turkije deed mee aan het Eurovisiesongfestival 1991 in Rome, Italië. Het was de 14de deelname van het land op het Eurovisiesongfestival. Het lied werd gekozen door middel van een nationale finale. 

## Selectieprocedure
De kandidaat voor Turkije op het Eurovisiesongfestival werd gekozen door een nationale finale  in de studio's van de nationale omroep TRT. De winnaar werd gekozen door een jury.
De top 3 zag er als volgt uit:
| Artiest           | Lied            | Punten |
| ----------------- | --------------- | ------ |
| İzel -Reyhan-Can  | İki Dakika      | 68     |
| Arzu Ece-Gül Akad | Sensiz Geceler  | 60     |
| Rüya Ersavcı      | Turkish Delight | 54     |

## In Rome
In Italië trad Turkije als 10de land aan,  net na Frankrijk en voor Ierland. Op het einde van de stemming bleek dat ze 44 punten gekregen hadden en dat ze daarmee op de 12de plaats eindigden. 
Van België kreeg het geen punten en Nederland nam niet deel in 1991.

### Gekregen punten

#### Finale
| 12 punten             | 10 punten | 8 punten              | 7 punten                     | 6 punten |
| --------------------- | --------- | --------------------- | ---------------------------- | -------- |
|                       |           | - Denemarken - Italië | - Frankrijk - Israël - Malta |          |
| 5 punten              | 4 punten  | 3 punten              | 2 punten                     | 1 punt   |
| - Verenigd Koninkrijk |           |                       | - Spanje                     |          |

### Punten gegeven door Turkije

#### Finale
Punten gegeven in de finale:
| 12 punten | Israël      |
| 10 punten | Italië      |
| 8 punten  | Spanje      |
| 7 punten  | Malta       |
| 6 punten  | Zweden      |
| 5 punten  | Portugal    |
| 4 punten  | Ierland     |
| 3 punten  | Luxemburg   |
| 2 punten  | Zwitserland |
| 1 punt    | Noorwegen   |